# Vagnas
Vagnas é uma comuna francesa na região administrativa de Auvérnia-Ródano-Alpes, no departamento de Ardèche. Estende-se por uma área de 23,83 km². Em 2010 a comuna tinha 579 habitantes (densidade: 24,3 hab./km²).